# Tina Kids
Cecilia Valentina Keil , más conocida por su nombre artístico como  Tina Kids es docente, cantante, compositora y productora especializada en música  infantil.

## Carrera musical
Inició sus estudios musicales con la edad de ocho años en la Escuela superior de Música San Martín de los Andes - Argentina, continuó su formación en Buenos Aires en el Conservatorio Nacional de Música Lopez Buchardo con la carrera de Profesora Superior de Flautas Dulces y completó la carrera de Profesora Superior de Dirección Coral en el Conservatorio Juan José Castro en el año 2002. 
Su primer álbum Canta y Juega producido por Kenya Autie y Mario Gabriel Sanmarti fue ganador del 
Grammy latino 2020 al mejor Álbum de Música Latina para Niños y seleccionado para el I Programa de Mentoring de la Fundación SGAE (España). Su segundo álbum, Alas para Soñar da nombre a su nuevo show. Su más reciente lanzamiento en mayo de 2024, "Brilla tu Corazón" es una producción conjunta con Leandro Álvarez (Los Ángeles-California) y Mario Gabriel Sanmarti (España), incluye un featuring con la artista Cielito Fernández (Paraguay) y participación de ingenieros y músicos de Argentina, México, Paraguay, Chile, EEUU y España.

## Sencillos
- 2019: Jugando a Imaginar
- 2019: Canción del Deporte
- 2019: Fruit Salad
- 2019: Body
- 2020: De la Vida Cuidaré
- 2021: Conectando Corazones
- 2023: Llegó Navidad

## Álbumes de estudio
- 2016: Ale Kids 2 (Tina)
- 2016: Ale Kids 3 (Tina)
- 2020: Canta y Juega
- 2022: Alas para Soñar
- 2024: Brilla tu Corazón

## Premios y nominaciones como artista

### Premios Grammy Latinos
| Año  | Artista   | Categoría                               | Trabajo nominado | Resultado |
| ---- | --------- | --------------------------------------- | ---------------- | --------- |
| 2020 | Tina Kids | Mejor Álbum de Música Latina para niños | Canta y Juega    | Ganador   |

## Premios y nominaciones como productora

### Premios Grammy
| Año  | Artista | Categoría                   | Trabajo nominado | Resultado | Ref.  |
| ---- | ------- | --------------------------- | ---------------- | --------- | ----- |
| 2021 | Falu    | Best Children′s Music Album | A Colorful World | Ganadora  | [ 6 ] |